# 희종 (고려)
희종(熙宗, 1181년 6월 28일 (음력 5월 8일), 율리우스력 6월 21일 ~ 1237년 9월 7일 (음력 8월 10일), 율리우스력 8월 31일)은 고려의 제21대 국왕(재위: 1204년 2월 14일 (음력 1월 5일), 율리우스력 2월 7일 ~ 1212년 2월 6일 (1211년 음력 12월 25일), 율리우스력 1212년 1월 30일)이다.

## 개요
휘는 영(韺), 자는 불피(不陂), 묘호는 희종(熙宗), 시호는 인목성효대왕(仁穆成孝大王) 능호는 석릉(碩陵)이다. 신종과 선정왕후의 맏아들이다.
재위 기간 최충헌이 실권을 잡았으며, 최충헌을 제거하려다 미수에 그치는 바람에 최충헌에 의해 폐위되었다.

## 생애

### 탄생
1181년(명종 11년) 5월 8일, 인종의 다섯째 아들인 익양공(신종)과 부인 김씨(선정왕후)의 아들로 태어났다. 왕태자 책봉 교서에 따르면 희종은 용모가 빼어난 자태와 온화한 성품을 지니고 있었다고 한다.
1197년(명종 27년), 큰아버지인 명종이 최충헌 형제에 의해 폐위되고, 아버지 평량공이 추대되면서 입궁하였다.

### 즉위
1200년(신종 3년), 태자에 책봉되고, 1204년(신종 7년), 신종의 양위를 받아 대관전(大觀殿)에서 즉위하였다.
1205년(희종 1년), 최충헌(崔忠獻)을 진강군 개국후(晋康郡 開國侯)에 봉하였으며 1206년(희종 2년), 다시 진강후(晋康侯)에 봉하고 흥녕부(興寧府)를 세우게 하였으며 1207년(희종 3년) 최충헌의 청으로 유배자 300여명을 가까운 곳으로 옮겨 방면하였다.
1208년(희종 4년) 개경 대시(大市) 좌우의 긴 행랑(行廊) 1,080영(楹)을 다시 짓게 하였는데 오부방리(五部坊里)와 양반의 집에서 곡식을 차출하여 그 비용을 충당하게 하였다.

### 폐위
1211년(희종 7년), 내시 왕준명(王濬明) 등과 함께 당시 정권을 휘두르던 최충헌을 제거하려다 실패하였다. 최충헌에 의해 폐위되어 강화로 쫓겨났다. 뒤이어 자란도(紫鸞島)로 옮겨졌고 1215년(고종 2년) 다시 교동으로 옮겨졌다가 1219년(고종 6년) 개경에 봉영(奉迎)되었다.
1227년(고종 14년) 복위의 음모가 있다는 무고로 최우(崔瑀)에 의하여 다시 강화로 쫓겨났다가 교동으로 옮겨져 1237년(고종 24년) 법천정사(法天精舍)에서 승하하였다.
시호는 성효(誠孝)이며 능은 강화도 양도면에 위치한 석릉(碩陵)이다.

## 가족 관계
| 1181년 6월 28일 (음력 5월 8일) 고려 개경 | 1237년 9월 7일 (음력 8월 10일) (56세) 고려 강도 법천정사 |

|    |                                               | 생몰년          | 부모                                  | 비고        |
| -- | --------------------------------------------- | --------------- | ------------------------------------- | ----------- |
| 부 | 신종 神宗                                     | 1144년 - 1204년 | 인종 仁宗 공예태후 임씨 恭睿太后 任氏 | 제20대 국왕 |
| 모 | 선정왕후 김씨 宣靖王后 金氏 선정태후 宣靖太后 | 미상 - 1222년   | 강릉공 왕온 江陵公 王溫 김씨 金氏     |             |

| 시호     | 시호                        | 생몰년        | 부모                                      | 비고                                 |
| -------- | --------------------------- | ------------- | ----------------------------------------- | ------------------------------------ |
| 폐태자비 | 폐테자비 왕씨 廢太子妃 王氏 | 미상          | 창화후 왕우 昌化侯 王祐 수안궁주 壽安宮主 | 신종 원년(1197년) 최충수에 의해 폐위 |
| 왕후     | 성평왕후 임씨 成平王后 任氏 | 미상 - 1247년 | 영인후 왕진 寧仁侯 王稹 연희궁주 延禧宮主 |                                      |

|   |                   | 이름      | 생몰년          | 생모          | 배우자 | 비고                                                |
| - | ----------------- | --------- | --------------- | ------------- | ------ | --------------------------------------------------- |
| 1 | 창원공 昌原公     | 지 祉     | 1197년 - 1262년 | 성평왕후 임씨 | 미상   | 희종 즉위년(1204년) 태자 책봉 희종 7년(1211년) 폐위 |
| 2 | 시령후 始寧侯     | 위 禕     | 미상            | 성평왕후 임씨 | 미상   |                                                     |
| 3 | 경원공 慶原公     | 조 祚     | 미상 - 1279년   | 성평왕후 임씨 | 미상   |                                                     |
| 4 | 원정국사 圓靜國師 | 경지 鏡智 | 미상            | 성평왕후 임씨 | 미혼   |                                                     |
| 5 | 충명국사 冲明國師 | 각응 覺膺 | 미상            | 성평왕후 임씨 | 미혼   |                                                     |

|   |                                     | 생몰년        | 생모          | 배우자                  | 비고                           |
| - | ----------------------------------- | ------------- | ------------- | ----------------------- | ------------------------------ |
| 1 | 승복궁주 承福宮主 안혜왕후 安惠王后 | 미상 - 1232년 | 성평왕후 임씨 | 고종 高宗               | 제24대 국왕 원종의 어머니      |
| 2 | 영창공주 永昌公主                   | 미상          | 성평왕후 임씨 | 단양백 왕서 丹陽伯 王楈 |                                |
| 3 | 덕창궁주 德昌宮主                   | 미상          | 성평왕후 임씨 | 영가후 최전 永嘉侯 崔瑼 |                                |
| 4 | 가순궁주 嘉順宮主                   | 미상          | 성평왕후 임씨 | 신안공 왕전 新安公 王恮 | 원종의 제2비 경창궁주의 어머니 |
| 5 | 정희궁주 貞禧宮主                   | 미상          | 성평왕후 임씨 | 영안공 왕희 永安公 王僖 |                                |

## 희종이 등장하는 작품
- 《무인시대》(KBS, 2003년~2004년, 배우:정태우)

## 같이 보기
- 한국의 역사